# 김정남 (야구 선수)
김정남(金正男, 1986년 11월 22일 ~ )은 전 KBO 리그 고양 원더스의 포수이다.

## SK 와이번스 시절
2009년에서 SK 와이번스의 2차 4순위 지명을 받아 입단하였다. 양쪽 타석에서 타격을 하는 스위치 타자이다. 2011년 시즌 후 보류 선수 명단에서 제외되어 방출되었다.

## 출신학교
- 성동초등학교
- 잠신중학교
- 청원고등학교
- 성균관대학교